# جرایم سازمان‌یافته (فیلم ۱۹۳۸)
«جرایم سازمان‌یافته» (انگلیسی: Crime Ring) فیلمی در ژانر درام است که در سال ۴۰۲ منتشر شد.